# Серия W
Серия W (англ. W Series) — это полностью женский формульный турнир. Дебютный сезон 2019 года был гонками поддержки DTM, но организаторы вели переговоры с чемпионатом Формула-1 для проведения Серии W в качестве гонок поддержки чемпионата мира. Начиная с сезона 2021 года гоночная серия заключила сотрудничестве с чемпионатом Формулы-1 и гонки Серии W стали гонками поддержки формульных Гран-при.
Первый сезон гоночной серии W состоялся в 2019 году; в нём приняли участие двадцать спортсменок участвовавших в шести европейских этапах. В календаре несостоявшегося сезона 2020 года числились два североамериканских раунда. Начиная с сезона 2021 года гоночная серия проводила этапы на американском континенте. В сезоне 2022 года серия вмести с гонками Формулы-1 должна была провести первую гонку в Азии, в Японии, но организаторы объявили об изменениях в календаре и замене японского этапа. Вместо японского раунда состоялась гонка в Сингапуре, на неделю раньше, по причине «непредвиденных операционных проблем». В дальнейшем организаторы планировали расширить календарь и на Австралийский континент и проводить гонки в Австралии. Под конец сезона организаторы турнира столкнулись с финансовыми проблемами и вынуждены были сократить сезон, отменив два последних этапа. Были отменены гонка в Америке на трассе Америк и два заезда в рамках одного этапа в Мексике на автодроме имени братьев Родригес
Сезон в 2023 году так и не начался, организаторы на протяжении восьми месяцев вели переговоры с потенциальными инвесторами чтобы продолжить чемпионат, но они не увенчались успехом. В июне 2023 года, так как организаторы не смогли справиться с финансовыми проблемами, серию передали на внешнее антикризисное управление – эти обязанности поручены Кевину Ли и Генри Шиннерзу из юридической фирмы Evelyn Partners LLP.

## История
Серия W была публично запущена 10 октября 2018 года. Турнир создан специально для женщин-пилотов, поскольку ни одной из представительниц этого пола за всю историю Формулы-1 не удалось всерьёз закрепиться в чемпионате мира в качестве боевого пилота.
«В „Формуле-1“ женщины никогда не выигрывали гонку или чемпионат, — напомнила Катрин Бонд Мур. До сих пор автоспорт был единственным видом спорта, в котором не было отдельных серий для женщин. — Наша миссия — изменить это. Наши гонщицы станут мировыми суперзвездами и повсеместными примерами для подражания — и каждая организация, каждая компания и каждый спонсор, оказавший поддержку будущему чемпиону, получит всемирное признание и право публично праздновать свою победу».
Лучшими достижениями женщин-автогонщиц в формульном спорте считаются победа Дезире Уилсон на этапе британского чемпионата Формулы-1 «Аврора» в 1980 году и шестое место Леллы Ломбарди в Гран-при Испании 1975 года чемпионата мира Формулы-1, единственный случай в истории, когда пилот смогла набрать очки (пол-очка) в зачёт этого турнира.
Серию финансировал шотландский бизнесмен Шон Уодсворт, в число акционеров входили бывший гонщик Формулы-1 Дэвида Култхард и гоночный инженер Эдриан Ньюи. Гоночным директором был бывший менеджер McLaren Дейв Райан.
Организаторы чемпионата в первом пресс-релизе установили критерии отбора: места в болидах не продаются за личные и спонсорские деньги. Перед стартом турнира прошли несколько раундов отбора, через тесты, работу на симуляторе, инженерных экзаменов и испытании на треках — в финальные топ-20 попали лучшие гонщицы вне зависимости от былых достижений в любых сериях, так что на старт вышли самые талантливые.

### Призовой фонд
Серия W была бесплатной для всех пилотов которые выступали. Более того не только победительница и призёры получали значительные денежные призы, но призовые деньги выплачивались вплоть до 18-го места в итоговом зачёте включая резервных гонщиц. Из общего призового фонда в 1,5 миллиона долларов США победитель Серии W выигрывал выплату в размере 500 000 долларов.
| Позиция    | 1        | 2        | 3        | 4        | 5       | 6       | 7       | 8       | 9       | 10      | 11      | 12      | 13      | 14      | 15     | 16     | 17     | 18     | Резерв |
| ---------- | -------- | -------- | -------- | -------- | ------- | ------- | ------- | ------- | ------- | ------- | ------- | ------- | ------- | ------- | ------ | ------ | ------ | ------ | ------ |
| Призовые   | $500,000 | $250,000 | $125,000 | $100,000 | $90,000 | $80,000 | $70,000 | $60,000 | $50,000 | $40,000 | $30,000 | $25,000 | $20,000 | $15,000 | $7,500 | $7,500 | $7,500 | $7,500 | $7,500 |
| Источники: |          |          |          |          |         |         |         |         |         |         |         |         |         |         |        |        |        |        |        |

## Формат
Дебютный сезон стартовал в мае и состоял из шести 30-минутных гонок, которые прошли на европейских трассах. Что касается техники, то участницы выступали на машинах итальянской компании Tatuus, а единственной командой была Hitech Grand Prix. Сезон 2020 года был отменён в связи со вспыхнувшей пандемией коронавирусной инфекции COVID-19. Перед сезоном 2021 года команда Hitech Grand Prix объявила, что прекращает сотрудничество с чемпионатом и сосредотачивает свои силы на других гоночных сериях. Пилоты были распределены по командам, которые были сформированы партнёрами серии, при этом в чемпионате не появилось командного первенства, а автомобили и дальше были идентичные друг другу с технической точки зрения. Критерии гоночных заездов серии схожи с чемпионатом ФИА Формулы-3 и проводились по таким же стандартам.
В гоночных заездах принимали участие восемнадцать женщин-гонщиц со всего мира, а также резервные пилоты. Пилотессы первого сезона прошли отбор среди пятидесяти четырёх участниц. Очередной отбор участниц на сезон 2020 года начался 16 сентября. На испанских тестах смотрели на скорость гонщиц, их физические данные, а также способность работы с инженерами и механиками. Поскольку 12 лучших участниц первого сезона гарантировали себе места на 2020 год, то новые гонщицы претендовали на восемь свободных мест. При этом те, кто в первом сезоне заняли места с 13-го по 20-е, не были допущены к тестам, и их дальнейшее участие в серии зависело от успехов новых участниц. Кроме того, к отбору были допущены гонщицы, у которых есть лицензия FIA. Из за отмены сезона 2020 года пилоты, прошедшие квалификационные отборы, были отобраны на сезон 2021 года, при этом число запасных участниц увеличилось с двух до пяти.
Женский чемпионат Серии W в 2019 году занял место упразднённого чемпионата Европейской Формулы 3 в качестве гонок поддержки DTM, все шесть этапов первого в истории сезона прошли в рамках этапов DTM. Спортивный директор Серии W Дэйв Райан подтвердил, что как и в дебютном сезоне 2019 года в 2020-м гонки женской формульной серии должны были проходить на трассах DTM, хотя подчеркнул, что в сезоне 2020 года женская серия может стать гонками поддержки на некоторых Гран-при Формулы 1. Перед началом сезона 2021 года руководство серии объявило о сотрудничестве с чемпионатом Формулы 1, и гонки Серии W будут проходить в качестве гонок поддержки формульных Гран-при
Титул чемпионки Серии W присуждался участнице, набравшей наибольшее количество очков за все этапы, за вычетом полученных штрафных баллов. Если две или более гонщицы заканчивали сезон с одинаковым количеством очков, то более высокое место в серии присуждалось гонщице с наибольшим количеством побед в гонках. Если количество выигранных гонок было одинаковым, то смотрелось количество финишей на втором месте, затем на третьем месте и так далее.
С 2021 года пилотессы, отличившиеся в Серии W, получали очки к cуперлицензии FIA. Для получения суперлицензии, позволяющей выступать в Формуле-1, гонщица должна была за три года выступлений набрать 40 баллов, но прежде в женской Серии W баллов в зачёт FIA не начисляли. В руководстве чемпионата подтвердили, что с сезона 2021 года победительница получит 15 баллов.

## Раунды Серии W

### Регламент
Серия W была организована в соответствии с положениями международного спортивного кодекса и приложений к нему, а также общими предписаниями FIA, правилами на автодромах, применимыми к международным сериям, и национальными спортивными правилами Моторспорта Великобритании. Гонки проводились в соответствии со спортивными и техническими регламентами серии, причём последние соответствовали предписаниям по безопасности приложения «J FIA» для соответствующих автомобилей международного формата.

#### Практика и квалификация
Каждый этап включал в себя 2 сеанса свободных практик продолжительностью не более 45 минут и квалификационный 30 минутный сеанс. Если какая-либо тренировка прерывалась, дирекция гонки могла не возобновлять или повторно проводить сеанс, решение гоночной дирекции являлось окончательным. Если одна или несколько сессий были таким образом прерваны — протесты не принимались, а итоги подводились по уже проведённым сессиям. Каждая участница должна была пройти минимум 3 круга в гоночной машине, чтобы пройти квалификацию.

#### Основная гонка
Каждая гонка рассчитывалась на определённое количество кругов на трассе согласно временному интервалу, исходя из количества кругов, которые обычно завершаются в течение тридцати минут, плюс один круг. Любая гонщица, чей лучший квалификационный результат превышал 110 % лучшего времени поул-позиции, не могла быть допущена к участию в гонке. Однако в отдельных случаях допуск к старту разрешался. Если на свободных заездах гонщица показывала время, которое укладывалось в 110 % лучшего времени сессии, дирекция гонки могла допустить гонщицу на старт. Любая гонщица, допущенная на старт таким образом, в конце стартовой решётки (после применения любых других штрафов). Если допущенных таким образом было более одного, они размещались на решётке в том порядке, в котором они были классифицированы в квалификации.

## Система начисления очков
Система начисления очков происходила первым лучшим десяти гонщицам в гонке, как и в других серия, при этом здесь не присуждались очки за лучший круг, или поул-позицию.
| Система начисления очков | Система начисления очков | Система начисления очков | Система начисления очков | Система начисления очков | Система начисления очков | Система начисления очков | Система начисления очков | Система начисления очков | Система начисления очков | Система начисления очков |
| Место                    | 1                        | 2                        | 3                        | 4                        | 5                        | 6                        | 7                        | 8                        | 9                        | 10                       |
| ------------------------ | ------------------------ | ------------------------ | ------------------------ | ------------------------ | ------------------------ | ------------------------ | ------------------------ | ------------------------ | ------------------------ | ------------------------ |
| Очки                     | 25                       | 18                       | 15                       | 12                       | 10                       | 8                        | 6                        | 4                        | 2                        | 1                        |

### Распределение очков суперлицензии FIA
С 2021 года пилоты Серия W по итогу сезона получали очки Cуперлицензии FIA. Очки суперлицензии FIA присуждались первым восьми местам в итоговой классификации чемпионата следующим образом.
| Очки | 15 | 12 | 10 | 7 | 5 | 3 | 2 | 1 |

## Основные характеристики болидов
В Серии W использовались автомобили F3 T-318, изготовленные итальянской компанией Tatuus и одобренные Международной автомобильной федерацией для использования в чемпионате FIA Formula 3. Автомобиль имеет 1,8-литровый двигатель с турбонаддувом и предохранительное Halo над местом пилота.

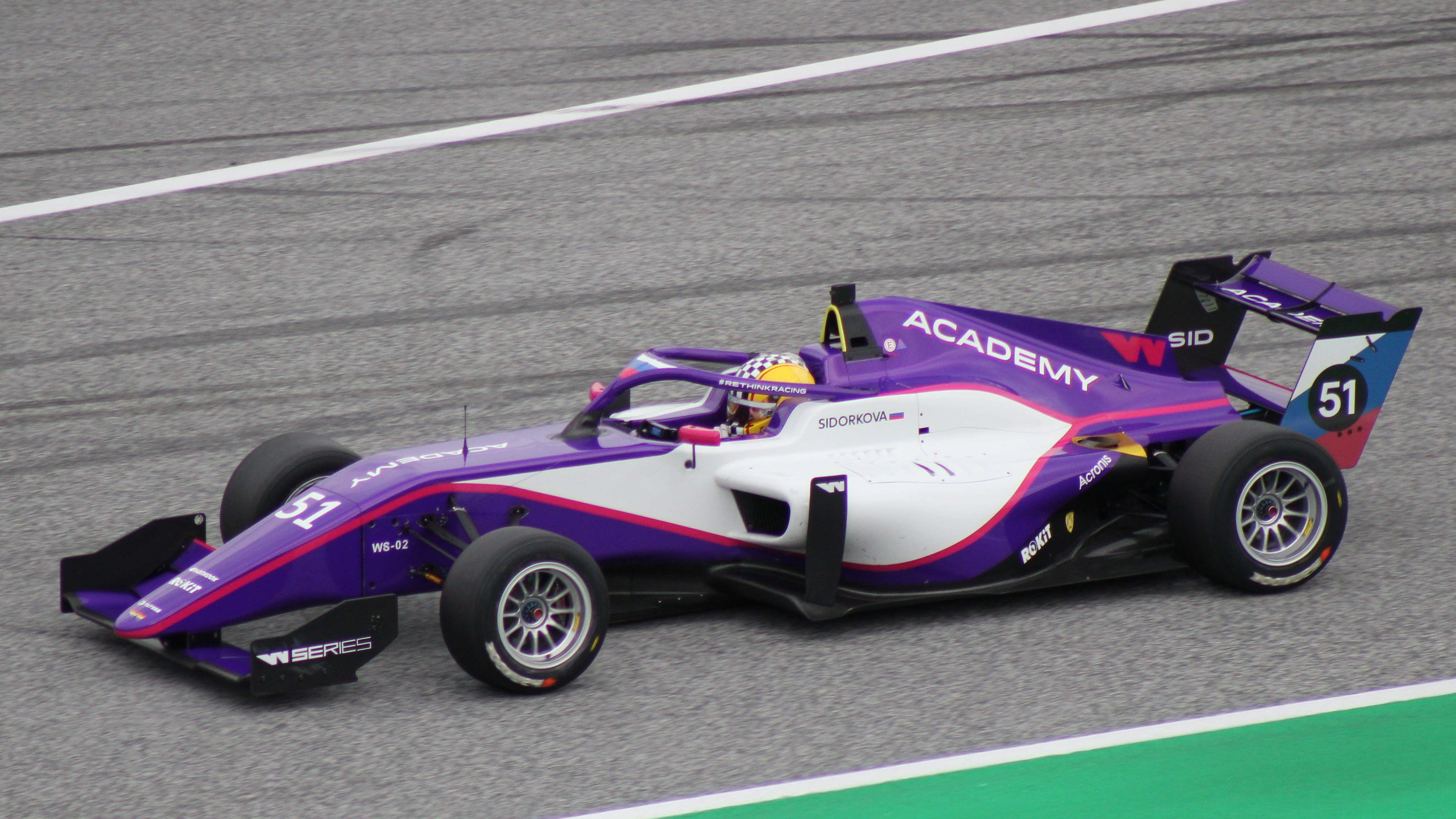
Пример болида Tatuus F3 T-318 Серии W, пилотируемый Ириной Сидорковой

| Гоночный автомобиль     | Технические данные                                                                           |
| ----------------------- | -------------------------------------------------------------------------------------------- |
| Конструкция шасси       | Tatuus Спецификации FIA F3 карбоновый монокок                                                |
| Объём двигателя         | 4-цилиндровый турбированный двигатель мощностью 270 л.с                                      |
| Доставка топлива        | Прямой впрыск топлива                                                                        |
| Емкость топливного бака | 45,5 литров                                                                                  |
| Весовая классификация   | 565 килограмм                                                                                |
| Ширина                  | 1850 миллиметров                                                                             |
| Колёсная база           | 2900 миллиметров                                                                             |
| Трансмиссия             | Sadev SL-R 82 6-ступенчатая коробка передач с LSD и Magneti Marelli, с переключением передач |
| Подвеска                | Передняя и задняя: двойной поперечный рычаг с толкателями.                                   |
| Тормозная система       | Brembo                                                                                       |

## Трассы
| Места проведения    | Места проведения  | Места проведения | Сезоны     |
| Трассы              | Населённые пункты | Страны           | Сезоны     |
| ------------------- | ----------------- | ---------------- | ---------- |
| Ассен               | Ассен             | Нидерланды       | 2019       |
| Брэндс-Хэтч         | Вест-Кингсдаун    | Великобритания   | 2019       |
| Золдер              | Хёсден-Золдер     | Бельгия          | 2019       |
| Мизано              | Мизано-Адриатико  | Италия           | 2019       |
| Норисринг           | Нюрнберг          | Германия         | 2019       |
| Хоккенхаймринг      | Хоккенхайм        | Германия         | 2019       |
| Америк              | Остин             | США              | 2021       |
| Зандворт            | Зандворт          | Нидерланды       | 2021       |
| Ред Булл Ринг       | Шпильберг         | Австрия          | 2021       |
| Спа-Франкоршам      | Спа               | Бельгия          | 2021       |
| Сильверстоун        | Силверстон        | Великобритания   | 2021, 2022 |
| Хунгароринг         | Модьород          | Венгрия          | 2021, 2022 |
| Барселона-Каталунья | Монмело           | Испания          | 2022       |
| Майами              | Майами-Гарденс    | США              | 2022       |
| Марина-Бей          | Марина-Бей        | Сингапур         | 2022       |
| Поль Рикар          | Ле-Кастелле       | Франция          | 2022       |
| Источники:          |                   |                  |            |

| Места проведения | Места проведения  | Места проведения | Планированные сезоны |
| Трассы           | Населённые пункты | Страны           | Планированные сезоны |
| ---------------- | ----------------- | ---------------- | -------------------- |
| Андерсторп       | Андерсторп        | Швеция           | 2020                 |
| Игора Драйв      | Новожилово        | Россия           | 2020                 |
| Монца            | Монца             | Италия           | 2020                 |
| Братьев Родригес | Мехико            | Мексика          | 2020, 2021, 2022     |
| Источники:       |                   |                  |                      |

## Чемпионы и призёры
| Сезон | Пилот                              | Пилот                              | Поул                               | Победы                             | Подиум                             | Лучший круг                        | Очки                               | Гонки                              | 2 место                            | Очки                               | 3 место                            | Очки                               |
| ----- | ---------------------------------- | ---------------------------------- | ---------------------------------- | ---------------------------------- | ---------------------------------- | ---------------------------------- | ---------------------------------- | ---------------------------------- | ---------------------------------- | ---------------------------------- | ---------------------------------- | ---------------------------------- |
| 2019  |                                    | Джейми Чедвик                      | 3                                  | 2                                  | 5                                  | 0                                  | 110                                | 6 из 6                             | Бейтске Виссер                     | 100                                | Элис Пауэлл                        | 76                                 |
| 2020  | Чемпионат сезона 2020 года отменён | Чемпионат сезона 2020 года отменён | Чемпионат сезона 2020 года отменён | Чемпионат сезона 2020 года отменён | Чемпионат сезона 2020 года отменён | Чемпионат сезона 2020 года отменён | Чемпионат сезона 2020 года отменён | Чемпионат сезона 2020 года отменён | Чемпионат сезона 2020 года отменён | Чемпионат сезона 2020 года отменён | Чемпионат сезона 2020 года отменён | Чемпионат сезона 2020 года отменён |
| 2021  |                                    | Джейми Чедвик                      | 4                                  | 4                                  | 7                                  | 3                                  | 159                                | 8 из 8                             | Элис Пауэлл                        | 132                                | Эмма Кимилайнен                    | 108                                |
| 2022  |                                    | Джейми Чедвик                      | 3                                  | 5                                  | 6                                  | 3                                  | 143                                | 7 из 7                             | Бейтске Виссер                     | 93                                 | Элис Пауэлл                        | 86                                 |

## Сезоны

### Сезон 2019 года

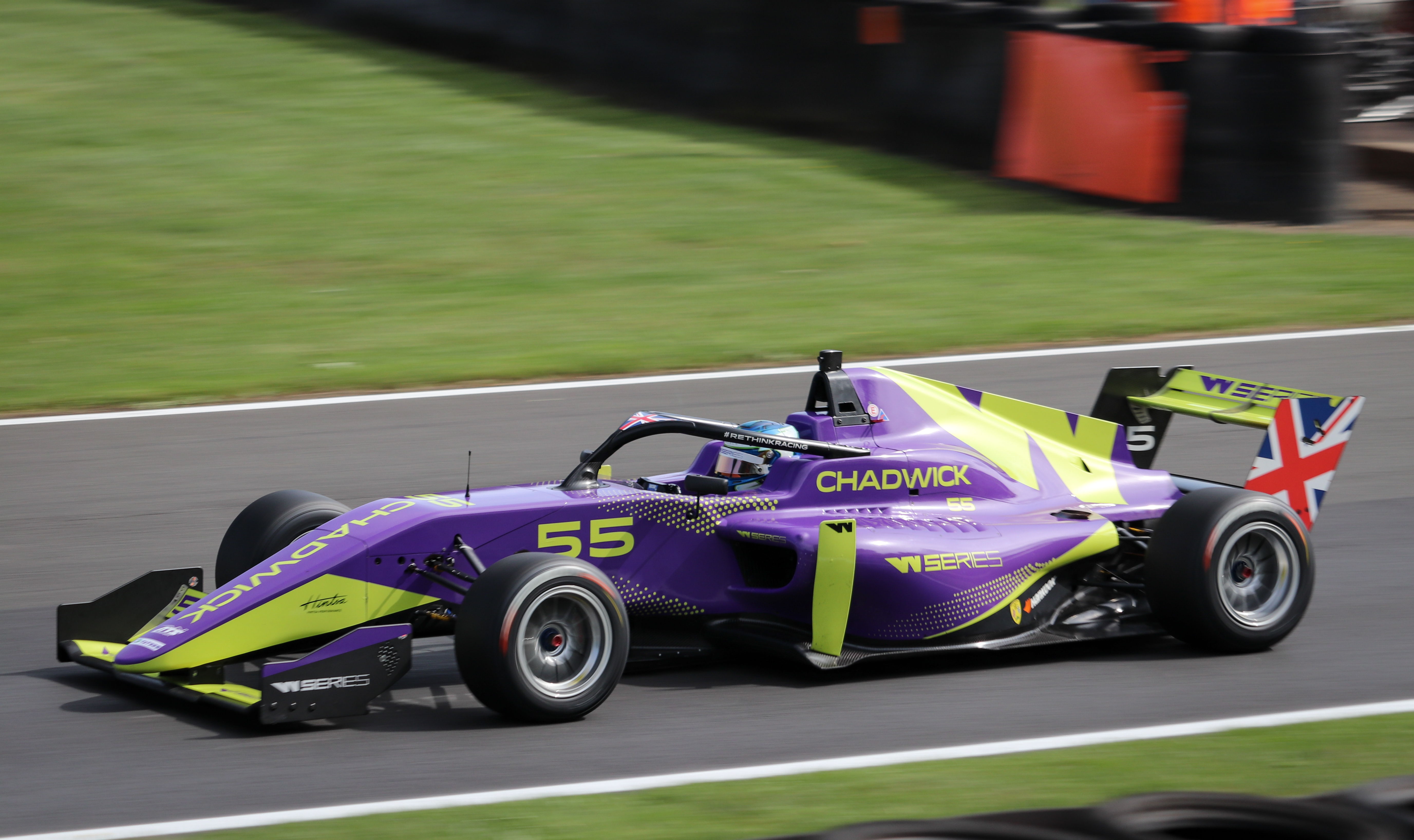
Чедвик на этапе Брэндс-Хэтч 2019 года

Сезон 2019 стал первым в истории женского первенства, после официального запуска серии в 2018 году.
Первая гонка состоялась 4 мая 2019 года на трассе Хоккенхаймринг, а финальная 11 августа на Брэндс-Хэтч. В общей сложности в первом сезоне на трассах Европы: в Германии, Бельгии, Италии, Нидерландах и Великобритании, было проведено шесть этапов гонок поддержки DTM. Всего состоялось семь заездов, шесть из которых шли в официальный зачёт и одна гонка прошла вне зачёта.
Сезон выиграла гонщица из Британии Джейми Чедвик. Чедвик дважды за сезон поднялась на первую ступень пьедестала, один раз заняла второе место, два разе третье и один раз остановилась в шаге от пьедестала. На Ассен, во втором вне зачётном заезде финишировала на восьмом месте. Второе место заняла гонщица из Нидерландов Бейтске Виссер, третье британка Элис Пауэлл.

### Сезон 2020 года
Сезон 2020, отменённый сезон Серии W.
Из-за пандемии коронавирусной инфекции COVID-19 множество крупных спортивных соревнований по всему миру были отменены или перенесены на неопределённое время. 4 июня было принято решение отменить сезон серии W 2020 года. По примеру других гоночных серий были проведены 10 гоночных заездов по киберспорту на iRacing.

### Сезон 2021 года

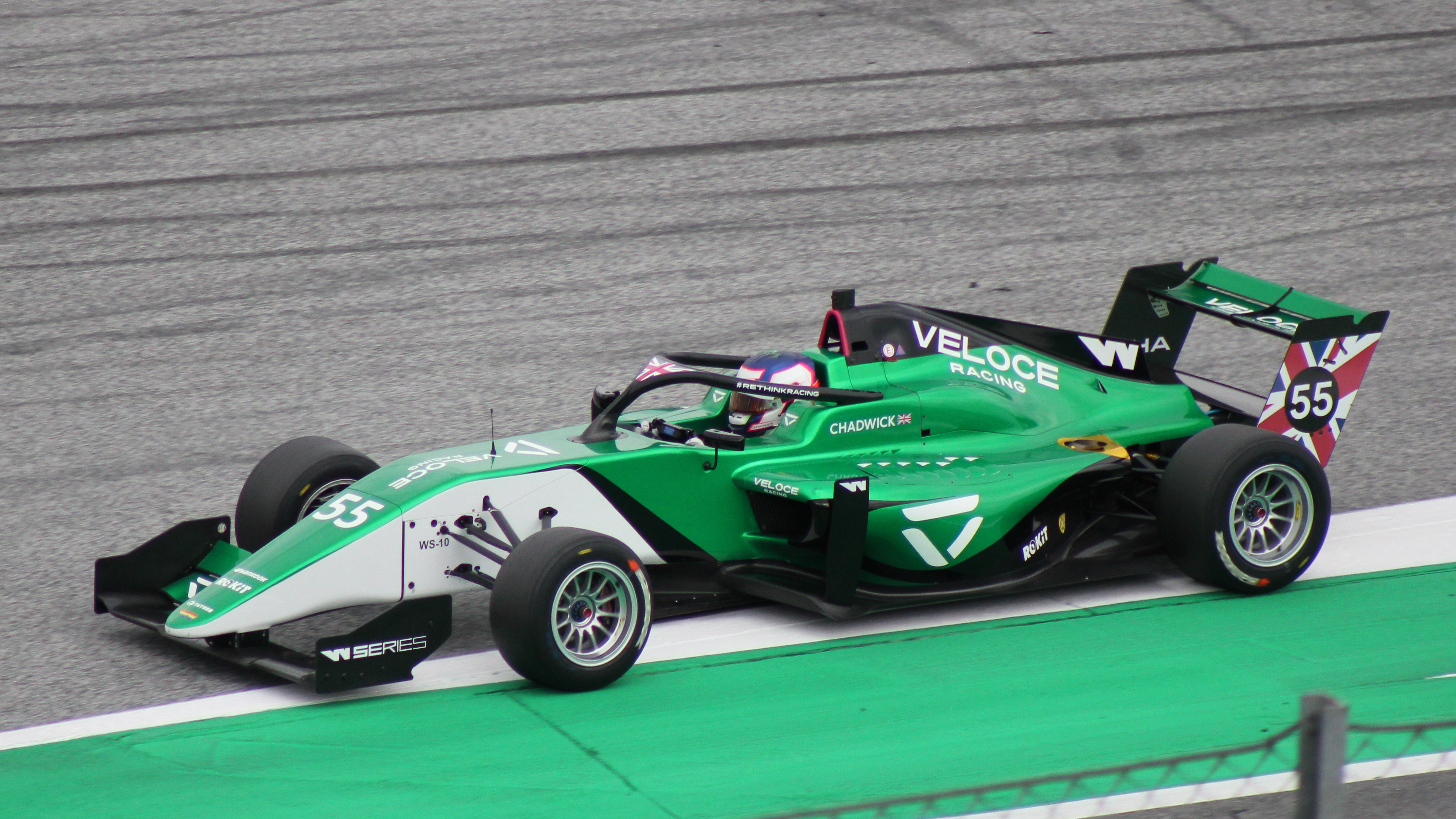
Чедвик на втором этапе Шпильберг 2021 года

Сезон 2021 стал вторым официальным сезоном женской серии, проведённым после отменённого сезона 2020 года из коронавирусной инфекции COVID-19.
Перед сезоном 2021 года команда Hitech Grand Prix объявила о прекращает сотрудничество с чемпионатом. Пилоты были распределены по командам, которые были сформированы партёрами серии, при этом в чемпионате не появилось командного первенства, а автомобили остались идентичные друг другу с технической точки зрения. Перед началом сезона руководство серии заключило сотрудничество с чемпионатом Формулы 1 и гонки Серии W прошли в качестве гонок поддержки формульных Гран-при.
Первая гонка состоялась 26 июня 2021 года на трассе Ред Булл Ринг, а две финальные, сдвоенные 23 и 24 октября на трассе Америк. В общей сложности на европейских трассах было проведено шесть этапов, в Австрии по очереди прошли два раунда. Ещё два заезда прошли в рамках одного раунда, на американской трассе Америк. Всего состоялось восемь гонок Два этапа были отменены. Французский, который должен был пройти на Поль Рикар, заменён второй гонкой в Австрии, а мексиканский чьи заезды должны были пройти на автодроме имени братьев Родригес заменён на вторую американскую гонку.
Свой успех повторила гонщица из Британии Джейми Чедвик выиграв второй сезон подряд. Чедвик четыре раза за сезон поднялась на первую ступень пьедестала, дважды заняла второе место, один разе третье и один раз доехала до 6 места. Второе место заняла её соотечественница Элис Пауэлл, третье — финка Эмма Кимилайнен.

### Сезон 2022 года

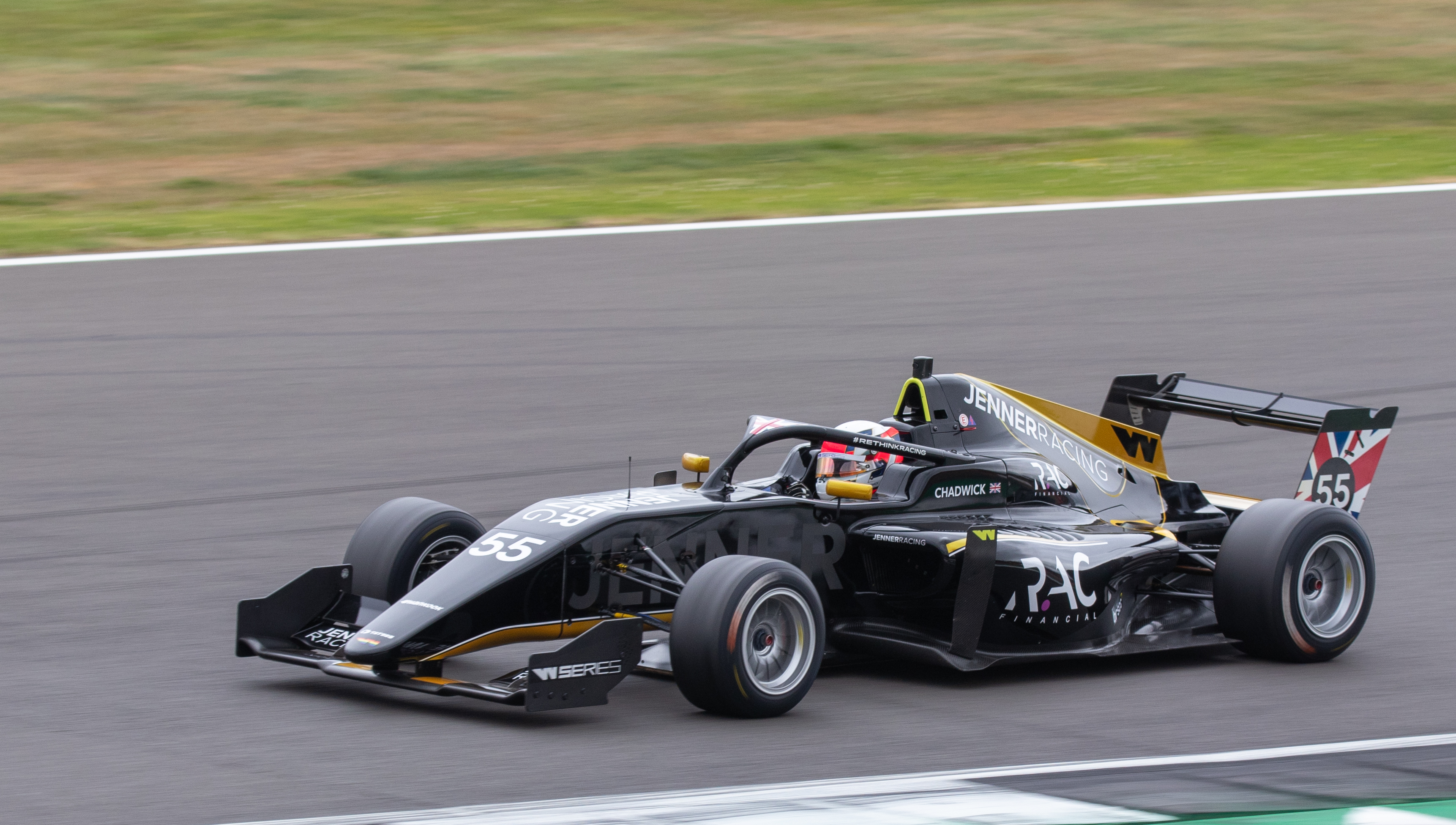
Чедвик на этапе Сильверстоун 2022 года

Сезон 2022 стал третьим сезоном женской серии.
Сезон начался двумя сдвоенными гонками 7 и 8 мая 2022 года на автодроме Майами и досрочно закончился 2 октября на трассе Марина-Бей. В общей сложности на европейских трассах было проведено четыре этапа, кроме того два заезда прошли в рамках одного раунда, в Америке и один раунд в Азии. Всего состоялось семь гонок.
Два этапа были отменены, а один заменён. Первоначально планировалось провести один этап в Японии на Судзуке, но из непредвиденных операционных проблем гонку заменили этапом в Сингапуре. Под конец сезона организаторы столкнулись с финансовыми проблемами и вынуждены были сократить сезон, отменив два последних этапа. Были отменены гонка в Америке на трассе Америк и два заезда в рамках одного этапа в Мексике на автодроме имени братьев Родригес
В третий раз подряд чемпионкой стала гонщица из Британии Джейми Чедвик. Чедвик пять раз за сезон поднялась на первую ступень пьедестала, один раз заняла второе место, а в последней гонке в Сингапуре попала в аварию и вынуждена была сойти, но отрыв в чемпионате был такой, что это не помешало ей остаться лидером и выиграть сезон. Второе место, спустя сезон, снова заняла гонщица из Нидерландов Бейтске Виссер, третьей, опустившись на одну позицию, по сравнению с прошлым сезонам, стала британка Элис Пауэлл.

### Комментарии
1. 1 2  Изначально данное правило получения очков cуперлицензии планировалось ввести в сезоне 2020 года, но из-за вспыхнувшей коронавирусной инфекции COVID-19 сезон 2020 года был отменён

1. ↑  Официально командного первенства в серии не было, был только чемпионат пилотов, но командный зачёт вёлся.